# Тоні Массенбург
Тоні Арнел Массенбург (англ. Tony Arnel Massenburg, нар. 31 липня 1967, Сассекс, Вірджинія, США) — американський професіональний баскетболіст, що грав на позиціях центрового і важкого форварда за 12 команд НБА, що є рекордом, яким також володіють Чакі Браун, Джо Сміт та Джим Джексон. Чемпіон НБА.

## Ігрова кар'єра
На університетському рівні грав за команду Меріленд (1986–1990). 
1990 року був обраний у другому раунді драфту НБА під загальним 43-м номером командою «Сан-Антоніо Сперс». Захищав кольори команди із Сан-Антоніо протягом одного сезону. В кінці сезону травмувався і частину відновлення провів у італійській команді «Реджіана», зігравши за неї у чотирьох матчах.
1991 року перейшов до складу «Шарлотт Горнетс». Зігравши за них три матчі, перейшов до команди «Бостон Селтікс». Після семи матчів за останню команду перейшов до складу «Голден-Стейт Ворріорс», за яких також зіграв сім матчів.
1992 року перейшов до іспанської команди «Малага», у складі якої провів наступний сезон своєї кар'єри.
Наступною командою в кар'єрі гравця була «Барселона» з Іспанії, за яку він відіграв один сезон. У складі «Барселони» став чемпіоном Каталонії та володарем кубка Іспанії.
З 1994 по 1995 рік грав у складі «Лос-Анджелес Кліпперс».
1995 року перейшов до «Торонто Репторз», у складі якої провів 24 матчі, після чого був обміняний до «Філадельфія Севенті-Сіксерс».
З 1996 по 1997 рік грав у складі «Нью-Джерсі Нетс».
1997 року перейшов до «Ванкувер Гріззліс», у складі якої провів наступні 2 сезони своєї кар'єри.
Наступною командою в кар'єрі гравця була «Х'юстон Рокетс», за яку він відіграв 10 матчів, після чого повернувся до складу «Гріззліс».
2002 року перейшов до «Юта Джаз», у складі якої провів наступний сезон своєї кар'єри.
Наступною командою в кар'єрі гравця була «Сакраменто Кінґс», за яку він відіграв один сезон.
З 2004 по 2005 рік грав у складі «Сан-Антоніо Сперс». У складі «Сперс» став чемпіоном НБА. Після завершення сезону став учасником ДТП, через яку був не в змозі грати протягом двох сезонів. 
Останньою ж командою в кар'єрі гравця стала «Капітанес де Аресібо» з Пуерто-Рико, до складу якої він приєднався 2008 року, але невдовзі був відрахований.